# Helga Meyer (Opernsängerin)
Helga Mathilde Meyer, auch Helga Bullock, (* 12. Februar 1942 in Nürnberg; † 4. April 2000 in Arlington, Arlington County, Vereinigte Staaten) war eine deutsche Opernsängerin.

## Leben
Meyer wuchs in Deutschland auf und besuchte die Rudolf-Steiner-Schule Nürnberg. Sie studierte Musik und Gesang. Sie war als Opernsängerin in Nürnberg und als Kinder- und Jugendlichenpsychotherapeutin in Kassel tätig. Sie unterrichtete viele Jahre Gesang am Mary Washington College. 1977 war sie Sängerin bei den Salzburger Festspielen.
Sie war mit dem US-amerikanischen Soldaten John W. Bullock verheiratet. Sie war Mutter von zwei Töchtern, die Schauspielerinnen Sandra Bullock und Gesine Bullock-Prado. Sie starb an Darmkrebs. Sie wurde in Jackson, Teton County, Wyoming, bestattet.